# Macrargus excavatus
Macrargus excavatus là một loài nhện trong họ Linyphiidae.
Loài này thuộc chi Macrargus. Macrargus excavatus được Octavius Pickard-Cambridge miêu tả năm 1882.